# Géták

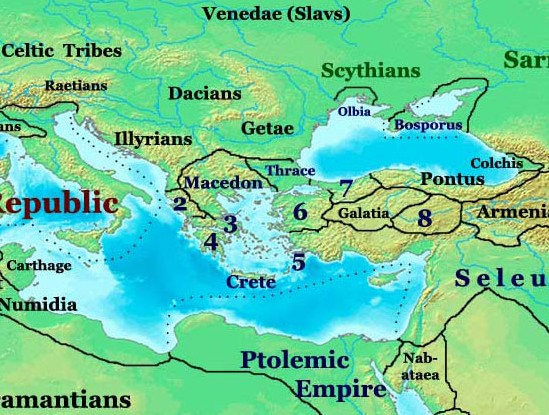
A géták elhelyezkedése Európa térképén i. e. 200 körül

A géták ókori trák népe volt az Al-Duna mentén, a mai Dél-Románia, és Észak-Bulgária területén élt. Falusias településeiken főleg állattartással és földműveléssel foglalkoztak. Legfontosabb településük a Szeret folyó alsó folyásánál lévő Zargidava, - Boirebisztasz király későbbi központja - volt. Az évszázadok során szkíta, kelta és görög hatások is érték őket.

## Történelmük
Kialakulásuk a Gáva-kultúra megjelenésével kezdődött, ezért a trákokkal, dákokkal és mőszökkel rokon népnek - illetve a trákok vagy dákok egy törzsének - tekinthetők. Az írott forrásokban az i. e. 6. században jelentek meg először. Ekkor még szkíta befolyás alatt álltak, és mint lovas-íjász nép ismertek. I. e. 515-ben I. Dárajavaus (Dárius) perzsa király a szkíták elleni hadjáratában legyőzte és behódoltatta őket. Később, az i. e. 5. században az odrüszák uralma alá kerültek. Thuküdidész feljegyezte, hogy az odrüszák uralkodója - Sitalkész - őket is felszólította a makedónia elleni háborúban való részvételre i. e. 429-ben. Területük az i. e. 5. és jórészt a 4. században is csaknem teljesen lakatlan volt. Hérodotosz „pusztaságként” említi azt. Az i. e. 4. században szövetséget kötöttek a makedón uralkodóval. Királyuk lánya i. e. 342-ben II. Philipposz makedón király felesége lett. Ennek ellenére Philipposz fia, III. Alexandrosz (Nagy Sándor) hét évvel később átkelt a Dunán, és a triballok ellen hadakozva, felégette a géták fővárosát is. Nagy Sándor halála után egyik hadvezére, Lüszimakhosz ellen kellett küzdeniük. Ekkoriban, - az i. e. 4. és 3. században - kelták kezdtek el letelepedni a területükön, ami a technológiájukat is befolyásolta. Ekkor vette körükben kezdetét a keleti kelta pénzverés: II. Philipposz és III. Alexandrosz tetradrachmáit utánozták. I. e. 112 és 109 között a keltákkal együtt római birtokokat támadtak a Balkánon. Boirebisztasz (i. e. 82 - i. e. 44) alatt a géták és a közeli dákok létrehozták az erős, de rövid életű Dák Királyságot. Traianus római császár 106-ban Dacia provinciához csatolta a géták által lakott területet, majd ezután többé nem említik őket a források.

## Nyelv és vallás

A géták központi területe

A gétákat a nyelvtudomány mai eredményei alapján a dákokkal azonos (vagy legalábbis a dákhoz igen közel álló) nyelvet beszélő etnikumnak tartjuk, habár a hasonlóság mértéke vita tárgyát képezi a történészek között. Egyes kutatók - főleg Romániában - azt vallják, hogy ugyanarról a népről van szó, megegyező kultúrával és nyelvvel, csak többféle elnevezéssel. Alapvetően a magyar történészek és nyelvészek sem kérdőjelezik meg a közeli rokonságot, de mértéktartóbbak a kérdésben. Véleményük szerint a korabeli földrajzi viszonyok között nem alakulhatott ki egységes nyelv a területen. Abban egyetértés van a nyelvészek között, hogy a trák-dák, és ezen belül a géták nyelve is szatem jegyeket mutat. A két nép kultúráját a hasonlóságuk miatt - főleg Romániában - geto-dáknak is nevezik.
Schütz István szerint, a trák törzsek többsége több istenben hitt, míg a géták és dákok egyistenhívők voltak. Vallásukat Dicinus (más átiratban Dekainosz) főpap terjesztette el, aki az egyistenhitet feltehetőleg Egyiptomból hozta, és Boirebisztasz segítőtársa lett. Istenük neve Zamolxis volt, aminek a jelentése kb. ‘Földkirály’ lehet (vö. indoeurópai *zemel-, *zamal- 'föld'). Az istenség neve egyes szövegekben Zalmoxis alakban is szerepel, ha ez volt a helyes átirat, akkor jelentése kb. ‘Medvebőrös, Medvebőrt viselő’ lehet. Ennek kissé ellentmond Hérodotosz beszámolója, aki szerint a géták eltértek a többi trák törzstől, mert ők egy Gebeleizis (más átiratban Gebeleixis vagy Nebeleizis) nevű istent imádtak, aki egyébként megegyezik Zamolxisszal.

## Az elnevezésükkel kapcsolatos problémák
Nevüket először Hérodotosz jegyezte fel. Művében a 'géta' szó megjelenik több más korabeli törzs nevében is: türagéták, thüsszagéták, és masszagéták. Utóbbi egy közép-ázsiai, indo-iráni nyelvet beszélő nép volt, ezért kapcsolatuk az al-dunai gétákkal vitatott. Az elnevezésükkel kapcsolatban több probléma is felvetődik. A Balkán félsziget keleti felét, az Al-Duna völgyét és Erdélyt lakó trák-dák nyelvű törzsekre több megkülönböztető elnevezést is használtak a görög és a római irodalomban. A görög kultúrával igen korán kapcsolatba került trákok a Balkán-hegységtől délre fekvő, és Macedóniával határos területet lakták, míg a géták a Balkán hegységtől északra és az Al-Duna partján elterülő vidéken éltek. A gétáktól északra - Erdélyben - élő dákokat a görög források gyakran szintén gétáknak nevezik. A görög forrásokból merítő római történetírók pedig gyakran önkényesen dáknak fordították a „géta” népnevet még akkor is, amikor a valódi, al-dunai gétákról volt szó. Épp ezért kritikával kell kezelni azokat a szórványos adatokat, amelyek a dákok részvételét említik olyan harcokban, amelyeket a rómaiak az i. e. 2. és 1. században, Macedónia északi határán vívtak különböző trák, géta és kelta törzsek ellen. A hasonló név miatt, a korabeli szerzők a germán gótokkal is rendszeresen összekeverték őket.